# Henry Raschen
Pour les articles homonymes, voir Raschen.
Henry Raschen, né le 2 octobre 1856 à Oldenbourg dans le grand-duché d'Oldenbourg et décédé le 24 août 1937 à Oakland dans l'état de la Californie, est un peintre américain d'origine allemande, spécialisé dans la réalisation de portraits, la peinture de paysage et la représentation des Amérindiens.

## Biographie
Henry Raschen naît à Oldenbourg en 1856. En 1868, il émigre avec sa famille aux États-Unis et grandit dans la ville de Fort Ross, en Californie. Il fréquente la San Francisco Art Association (en) et étudie auprès du peintre Charles Christian Nahl, avant de poursuivre sa formation en Allemagne de 1875 à 1883.
De retour aux États-Unis, il installe son studio à Montgomery Street dans la ville de San Francisco. Il se spécialise dans la peinture de paysage et la représentation des Amérindiens de la région de la Californie. En 1906, il déménage son studio à Oakland, ou il décède en 1937.
Ces œuvres sont notamment visibles ou conservées au Brooklyn Museum de New York, à l'Oakland Museum of California d'Oakland, au musée d'Art d'El Paso, au Frye Art Museum (en) de Seattle et au American Museum of Western Art (en) de Denver.

## Œuvres

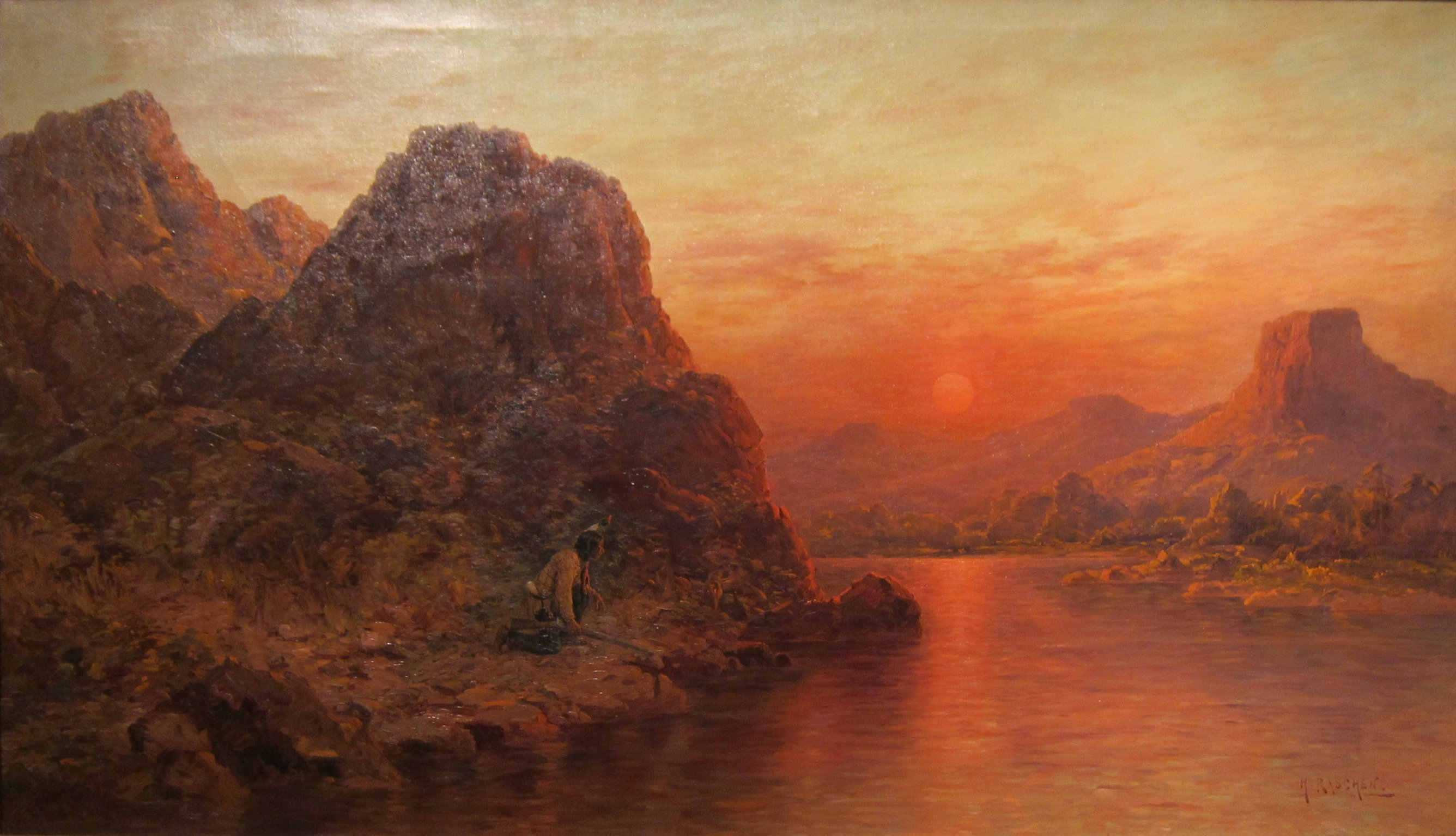
Indian Hunter at Sunset, vers 1885, musée d'Art d'El Paso
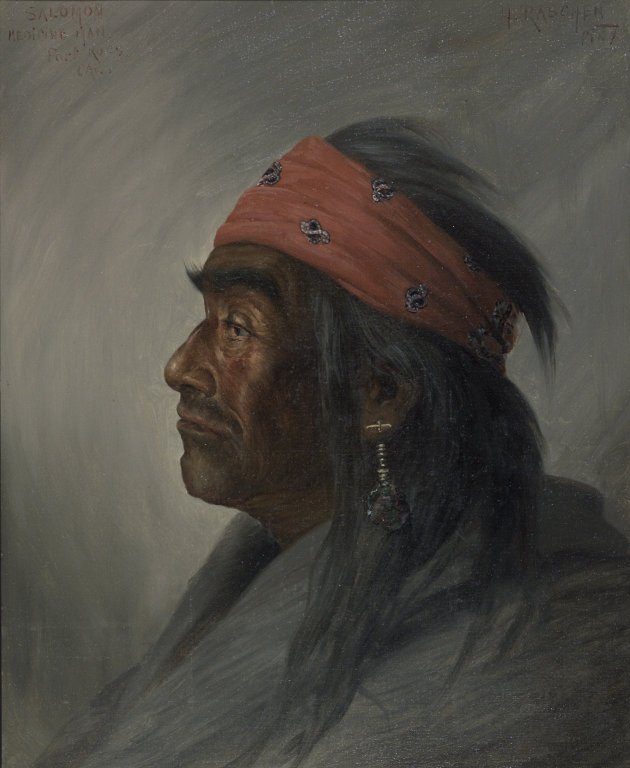
Salomon, Medicine Man, vers 1894, Brooklyn Museum
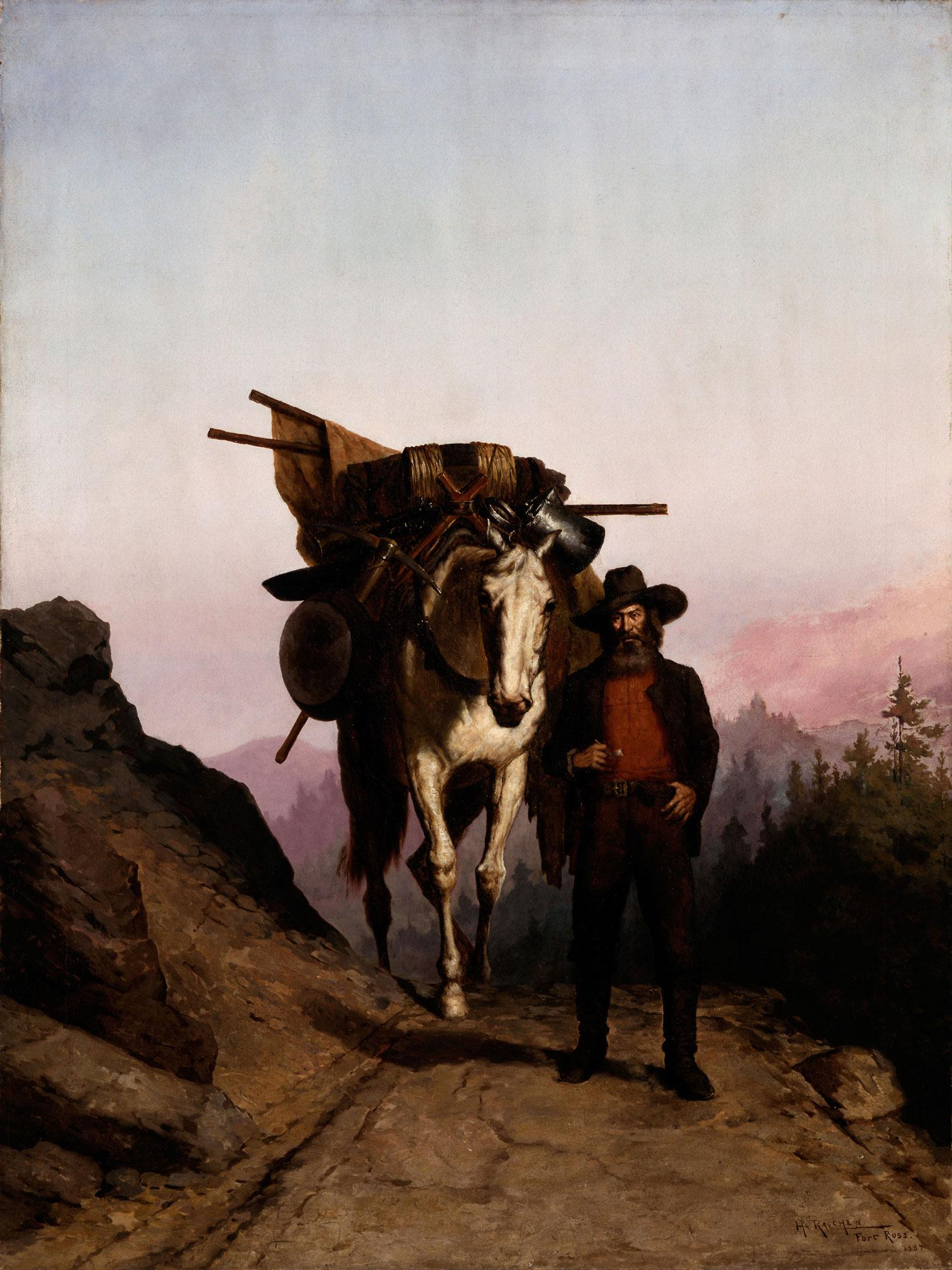
California Miner with Pack Horse, 1887, Oakland Museum of California
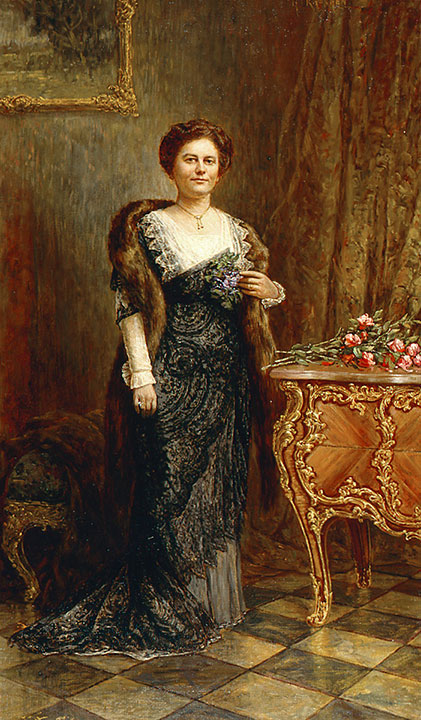
Portrait d'Emma Lamp Frye, 1913, Frye Art Museum (en)
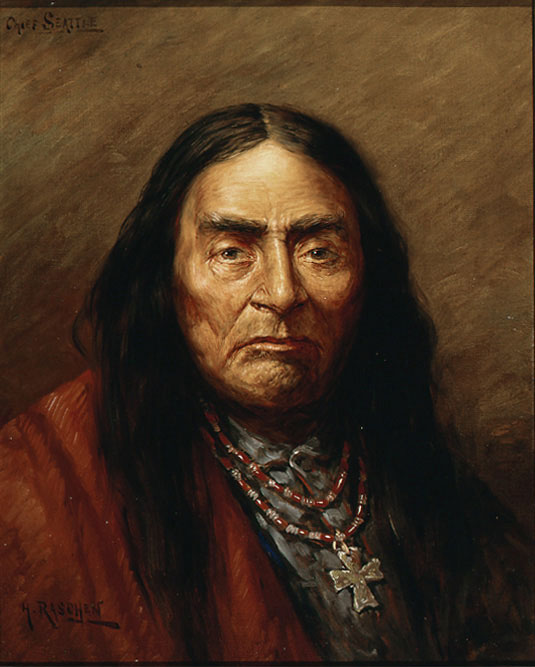
Chief Seattle, 1916, Frye Art Museum (en)
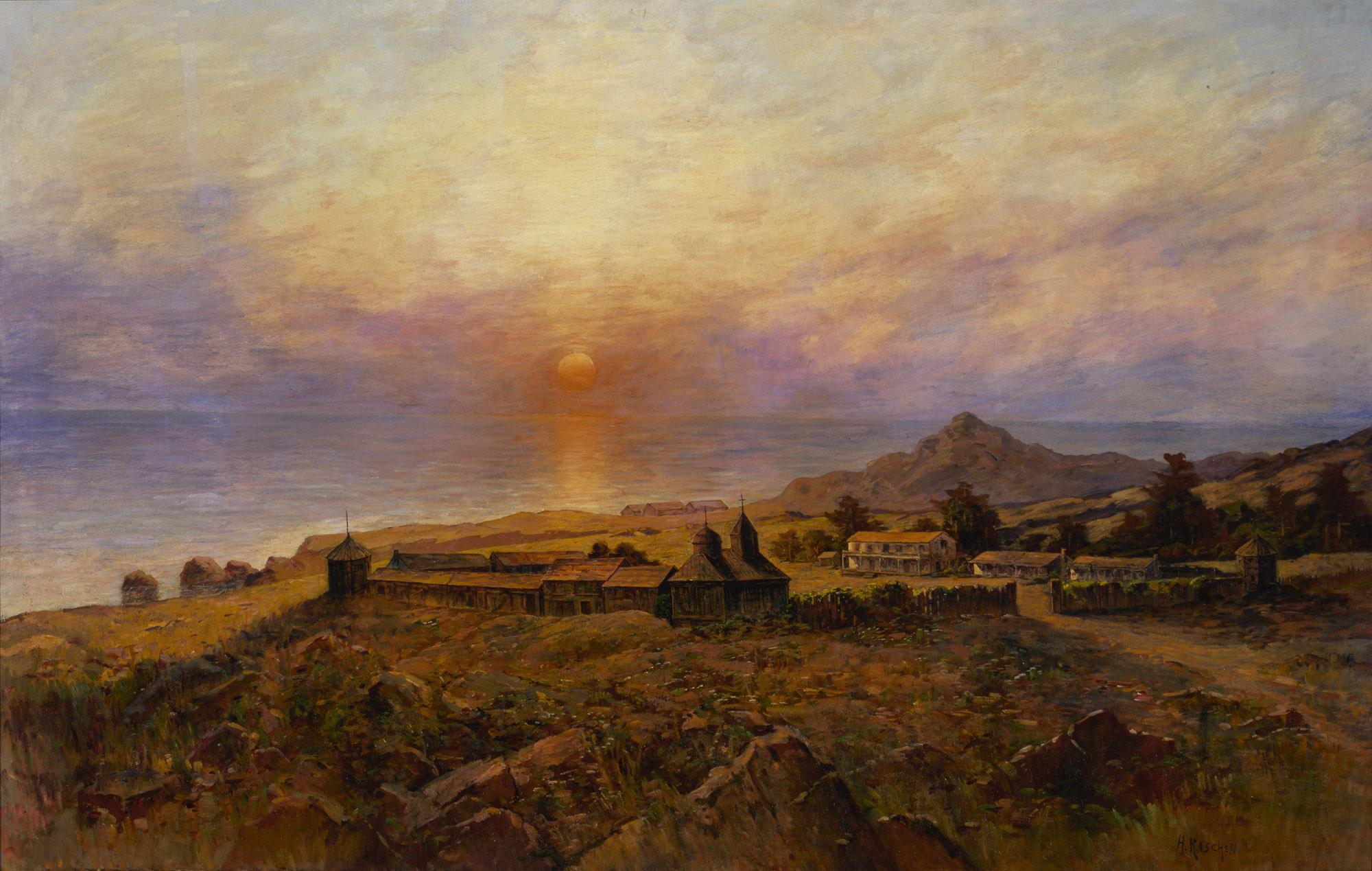
Fort Ross, sans date, Oakland Museum of California
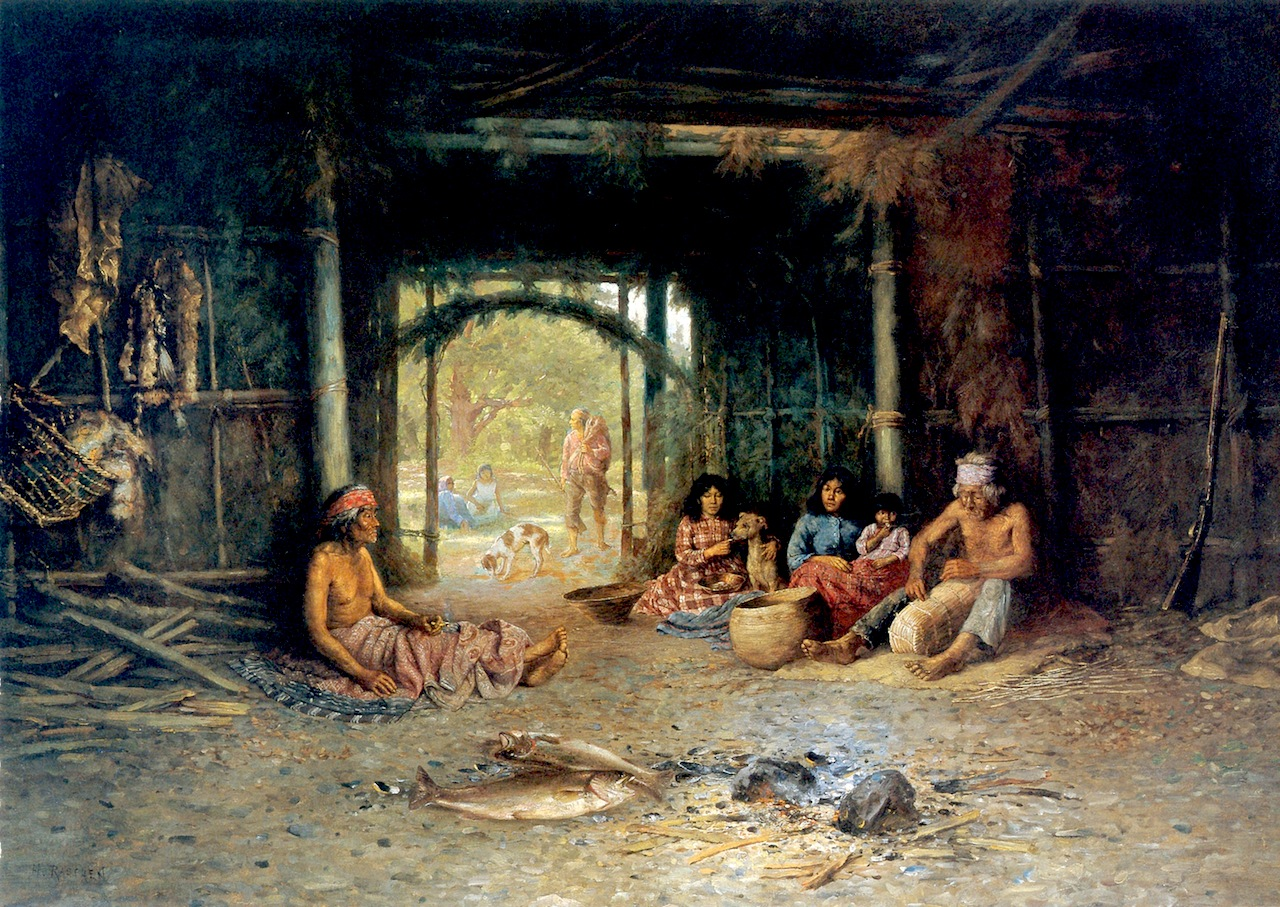
Interior of a Pomo Dwelling, sans date